# Мінхівське газове родовище
Мінхівське газове родовище — одне з родовищ Гиданського півострова у Тюменській області Росії. Розташоване у 490 км на північний схід від Салехарду.

## Опис
Вікрите у 1989 році. В процесі розвідки виявлено 11 покладів на глибинах 1003—2273 метри у відкладеннях апт-сеноманського та неокомського комплексів.
Запаси за російською класифікаційною системою за категоріями С1+С2 складають 210 млрд.м3 (разом з розташованим поряд невеликим Східно-Мінхівським родовищем, де у 1991 році був відкритий 1 газовий поклад).
Станом на 2016 рік родовище не розробляється. У 2014-му права на використання Мінхівського та Східно-Мінхівського родовищ були передані «Роснєфті», яка стала третьою великою компанією, що займається вуглеводнями Гиданського півострова, після «Новатеку» (родовища Салманівське та Геофізичне) і «Газпрому» (родовища Антипаютинське та Тота-Яхінське). У 2016—2017 роках на Мінхівській площі планується виконати додаткові геологорозвідувальні роботи.